# Mouila
Mouila ist die Hauptstadt der Provinz Ngounié im Süden Gabuns. Mit rund 28.000 Einwohnern (Berechnung 2008) ist sie zugleich sechstgrößte Stadt des Landes. Mouila liegt am Fluss Ngounié. Durch den Ort verläuft eine wichtige Fernstraße.
Die Stadt ist Sitz des Bistums Mouila und Standort der 2007 geweihten Cathédrale Saint-Jean-l’Apôtre. 

## In Mouila geboren
- Pierre Mamboundou (1946–2011), gabunischer Politiker
- François Bozizé (* 1946), Präsident der Zentralafrikanischen Republik (2003–2013)
- Jean Marie Maguena (* 1957), Diplomat
- Merlin Tandjigora (* 1990), gabunischer Fußballspieler